# Option binaire
Vous pouvez aider à l'améliorer ou bien discuter des problèmes sur sa page de discussion.
- Le fond est à vérifier. Si vous venez d’apposer le bandeau, merci d’indiquer ici les points à vérifier. (Marqué depuis avril 2023)

Vous pouvez aider à l'améliorer ou bien discuter des problèmes sur sa page de discussion.
- Il ne cite pas suffisamment ses sources. Vous pouvez indiquer les passages à sourcer avec {{référence nécessaire}} ou {{Référence souhaitée}}, et inclure les références utiles en les liant aux notes de bas de page. (Marqué depuis avril 2023)
- Il doit être débarrassé d’une partie de son jargon. Sa qualité peut être largement améliorée en utilisant un vocabulaire directement compréhensible par le plus grand nombre. (Marqué depuis avril 2023)
- Il a une forme trop académique, ce qui le fait ressembler trop à un cours ; une réécriture est nécessaire afin de satisfaire les standards de Wikipédia. (Marqué depuis avril 2023)
- Il doit être recyclé. La réorganisation et la clarification du contenu sont nécessaires. (Marqué depuis avril 2023)

- Archive Wikiwix
- Bing
- Cairn
- DuckDuckGo
- E. Universalis
- Gallica
- Google
- G. Books
- G. News
- G. Scholar
- Persée
- Qwant
- (zh) Baidu
- (ru) Yandex
- (wd) trouver des œuvres sur Wikidata

En trading, une option binaire est un type d'option ayant seulement deux issues possibles à l’échéance : soit l'option termine « dans la monnaie » (le détenteur gagne son pari et reçoit le montant fixé prévu), soit l'option termine « hors de la monnaie » (le détenteur perd la totalité de la mise engagée). Il en existe différents types : l'option High/Low (la valeur du cours à l'échéance est comparée avec la valeur du cours à l'ouverture), One touch ou encore zone. Les options binaires sont généralement peu liquides, bien que certains produits standardisés le soient davantage.
Ce type d'option intervient dans le montage de produits structurés mais est également proposé de gré à gré aux investisseurs particuliers. Ces produits sont à l'origine d'un nombre significatif de litiges, d'abus et d'escroqueries. En France, l'autorité de régulation publie régulièrement une liste de sites internet non homologués, et met en garde face au nombre croissant d'abus constatés, même pour des sites ayant un agrément.

## Exemple de transaction sur les options binaires
Un particulier qui pense que l'EUR/USD va valoir à l'échéance, un niveau supérieur au cours actuel de 1,3250 peut acheter une option binaire à la hausse (ou call) pour profiter de cette issue. À l'inverse, un trader qui pense que le cours de l'EUR/USD sera sous le niveau de 1,3250 à l'échéance prévue, peut acheter une option binaire à la baisse (ou put).
À 14 h alors que le cours de l'EUR/USD est de 1,3250, le trader achète une option binaire à la hausse pour 100 €. L'option arrive à échéance à 15 h et procure un rendement de 80 % si le cours termine au-dessus du prix d'exercice. Ainsi, à 15 h, si le cours de l'EUR/USD est supérieur à 1,3250, le détenteur reçoit le montant investi (100 €) plus sa prime de 80 % soit 80 €. Le bénéfice est donc de 80 €. À l'inverse, si le cours termine sous les 1,3250, alors le trader perd son investissement initial de 100 €.
Sous certaines conditions, il est possible pour le détenteur de l'option de la revendre avant l’échéance, c'est la « fermeture anticipée ». Dans ce cas, le prix de rachat de l'option sera déterminé par l'écart entre le cours actuel et le cours d'exercice du sous-jacent, et le délai restant jusqu'à l'échéance.

## Prix d'une option binaire
Le prix d'une option binaire est en théorie déterminé par l’intermédiaire du modèle d'évaluation des options de Black-Scholes. Ce modèle détermine le prix d'une option, ensuite, l'émetteur de l'option détermine un prix d'achat et un prix de vente. Pour obtenir une option, le trader doit alors payer une certaine somme pour espérer recevoir le paiement espéré à l'échéance de l'option.
Toutefois, de nombreux courtiers proposent de négocier les options binaires non pas en déterminant explicitement le prix d'achat de l'option mais en annonçant un potentiel de gain si l'option termine dans la monnaie.
Le terme binaire provient du fait qu'il n'y a que deux scénarios pour le gain ou la perte :
- un gain déterminé à l'avance si l'option termine dans la monnaie (dans l'exemple précédent, si le cours de l'EUR/USD termine au-dessus de 1,3250) ;
- une perte égale à la totalité de la somme engagée si celle-ci termine en dehors de la monnaie.

## Options binaires listées et non listées
Les contrats sur les options binaires sont depuis de nombreuses années disponibles sur le marché de gré à gré c'est-à-dire vendus directement par l’émetteur à l'acheteur. Les options binaires sont généralement considérées comme des options exotiques et présentent souvent un marché peu liquide. Ainsi il n'est pas possible de négocier sur le marché secondaire une option binaire entre sa date d'émission et sa date d'échéance. Dans certains cas, c'est l’émetteur de l'option qui s'engage à garantir la liquidité du marché. Les options binaires sont l'un des moyens les plus simples d'échanger de la valeur dans divers secteurs d'activité à travers le monde.
Depuis 2007, les autorités américaines par l’intermédiaire de la Securities and Exchange Commission et Options Clearing Corporation ont autorisé l'émission d'options binaires listées et standardisées pour permettre une négociation liquide et continue. En 2008, l'American Stock Exchange lança les premières options binaires listées, suivies ensuite par le Chicago Board Options Exchange.

## Différents types d'options
Les courtiers en ligne proposant la négociation d'options binaires offrent la possibilité d'acheter plusieurs types d'options. Ci-dessous, les principales mais il en existe d'autres.

### L'optionHigh/Low
L'option High/Low ou « Haut/Bas » est le type d'option le plus populaire. Ce type de contrat consiste à décider si l'actif sous-jacent sera au-dessus (High) ou en dessous (Low) du prix initial lors de l'expiration de l'option.
Exemple : L'investisseur ouvre une option High/Low sur le cours de l'EUR/USD à la hausse. Le prix initial est de 1,2550. Deux issues possibles après expiration :
- Le cours clôture au-dessus de 1,2550, l'investisseur remporte le contrat.
- Le cours clôture en dessous de 1,2550, l'investisseur perd le contrat.

### L'optionOne touch
L'option One touch ou « Une touche » est une option de plus en plus démocratisée dans l'industrie de l'option binaire. Ce type de contrat consiste à décider si l'actif sous-jacent va atteindre une cotation définie au préalable ou non, durant toute la durée de vie du contrat.
Exemple : L'investisseur ouvre une option One touch sur le cours de l'Or. Le prix initial est de 1725. La cotation ciblée est de 1735. Deux issues possibles après expiration :
- Le cours a touché la cotation de 1735 durant la phase de vie de l'option, l'investisseur remporte le contrat.
- Le cours n'a pas touché la cotation de 1735 durant la phase de vie de l'option, l'investisseur perd le contrat.

### L'option zone ouboundary
L'option « zone » ou « hors zone », également appelée boundary, consiste à décider si l'actif sous-jacent va clôturer à l'intérieur ou à l'extérieur d'une zone prédéfinie.
Exemple : l'investisseur ouvre une option « en zone » sur le cours de l'action Apple. Le prix initial est de 520. La zone est définie entre 510 et 530. Deux issues possibles après expiration :
- Le cours clôture entre 510 et 530, l'investisseur remporte le contrat.
- Le cours clôture en dessous de 510 ou au-dessus de 530, l'investisseur perd le contrat.

Dans ces conditions, nombreux débutants pourraient être amenés à croire qu'ils peuvent alors facilement gagner de l'argent en définissant une fourchette très large, il n'en est rien, puisque ce sont les courtiers qui fixent les conditions.

### L'option Paire
Le principe de cette option consiste à prévoir quel actif va « battre » l'autre. Par exemple, vous avez une paire entre Google et Yahoo : vous devrez prévoir si Yahoo sera plus haut ou plus bas que Google au moment de l'expiration.

## Probabilités de gain
Pour espérer gagner de l'argent sur ce marché, il est nécessaire de réussir plus de 60 % de ses paris (le montant du gain étant inférieur au montant engagé), ce qui est généralement considéré comme un score très difficile à atteindre, même pour des personnes expérimentées.

## Courtiers et régulation
Durant les années 2010, la négociation des options binaires par les investisseurs particuliers s'est fortement développée. En raison de promesses de rendement élevé à courte échéance, de nombreux investisseurs novices sont attirés par la facilité d'utilisation des options binaires. Devant ce marché en forte expansion mais peu régulé, de nombreux courtiers peu scrupuleux se sont introduits dans ce marché dans le but de flouer leurs clients.
Ils sont souvent basés dans des paradis fiscaux ou des pays dans lesquels la régulation est faible ou inexistante. De nombreux abus ont été constatés sur certains de ces courtiers, qu'ils soient bénéficiaires d'un agrément ou non.

### La régulation des courtiers
La plupart des courtiers proposant des options binaires en Europe affichent un siège social à Chypre, qui est l'un des pays accordant le plus facilement l'autorisation d'exercer. En vertu d'accords conclus au sein de l'Espace économique européen, un agrément de l'autorité de marché locale est suffisant pour que ces sociétés soient autorisées sur l'ensemble de l'espace économique européen.
En 2013, l'Autorité des Marchés Financiers (AMF) française indique être préoccupée par le nombre croissant de dossiers litigieux qui concernent les options binaires et le Forex traité par d'autres canaux. Elle tente de sensibiliser les investisseurs aux risques de ces marchés, et en parallèle, fait part des limites de ses moyens d'action. Lorsque les sociétés ne sont pas agréées, son action se limite à une transmission des dossiers à un procureur français, et, dans le cas de sociétés agréées au titre du passeport EEE, mais ayant leur siège hors de France, elle indique réfléchir « aux possibilités d’actions administratives et judiciaires tout en collaborant avec ses homologues étrangers. ».
Dans cette optique, l'autorité émet périodiquement une liste non exhaustive de courtiers ne disposant pas de ces autorisations. Seuls quelques courtiers en ligne tels qu'OptionWeb pour les options binaires et NESSfx pour le Forex, répondent aux exigences de l'AMF aujourd'hui.

### Escroqueries les plus fréquentes
La facilité des règles d'intervention et des publicités agressives entraînent un engouement des particuliers pour le trading des options binaires. Des courtiers indélicats profitent de cet engouement, qui touche un public d’investisseurs particuliers débutant, généralement peu informés.
Les abus ou escroqueries constatés les plus fréquents sont les suivants :
- L’impossibilité de retirer son argent : ici, le courtier d’options binaires frauduleux empêche tout retrait, ou n'accepte des retraits qu'une fois un seuil minimal sur le compte atteint.
- La fraude à la carte bancaire : une fois les données bancaires communiquées (par téléphone ou à la suite d'un premier dépôt) des prélèvements sont effectués sur le compte des clients sans leur accord.
- Une offre de « bonus » est proposée aux clients, la société s'engageant à créditer le compte du client du même montant que celui-ci dépose. Le client apprend par la suite que le bonus n'est accordé que sous réserve d'avoir parié au moins x fois son montant (de 20 à 30 fois dans les cas cités).
- La fraude aux comptes gérés : des offres de formation sont proposées, et un « coach » est affecté au client. Très souvent, il est proposé aux débutants d'être conseillés téléphoniquement dans leur paris par le coach. Lors des premières pertes, les coaches conseillent au client de placer des fonds supplémentaires pour « se refaire ». Lorsque les paris perdants s'accumulent, « le coach devient injoignable ou apporte pour seule explication qu’un mauvais trade est à l’origine des pertes »[4].
- Les conditions de trading impossibles à atteindre : le courtier demande à l'investisseur d'effectuer des positions plus de x jours dans le mois. Parfois même plus que le nombre de jours ouvrés dans le mois[7].
- La pénalité de retrait : le courtier applique des « frais » de retrait importants de l'ordre de 10 à 50 % pour dissuader l'investisseur de récupérer son argent[7]. Généralement, le trader n'a connaissance de cette information que le jour où il cherche à retirer ses fonds et a beaucoup de mal à trouver cette information auparavant.

D'autre part, si les sociétés les plus sérieuses proposent d'accéder à un marché résultant de l'offre et de la demande, la majorité se contente de proposer des produits Over The Counter (de gré à gré). Les prix sont alors décidés soit par la société elle-même, qui agit en contrepartie pour son propre compte et a tout intérêt à ce que le client soit perdant, soit par une société affiliée ou amie.

## Fiscalité

### En France
En France, les gains issus des options binaires sont imposés de la même façon que les gains des plus-values mobilières classiques (actions, obligations) ou les gains de cryptomonnaie. À supposer que les transactions soient réalisées dans le cadre d'une activité complémentaire (par exemple, en plus d'un travail salarié) et qu'il ne s'agisse pas d'une source de revenu principale, les particuliers sont soumis à une imposition au titre de l'impôt sur le revenu (12,8 %), à laquelle s'ajoutent 17,2 % de prélèvements sociaux, soit 30 % au total.
Par ailleurs, si le trading d'options binaires représente une activité principale ou qu'il constitue l'essentiel du revenu d'une personne, l'article 92 du Code Général des Impôts (alinéa 2.1) prévoit que l'imposition n'est plus la même. En l'occurrence, il s'agira de bénéfices non commerciaux qu'il faudra déclarer.